# Bătălia de la Firenzuola
Bătălia de la Firenzuola s-a disputat în data de 29 iulie 923 între forțele regelui Rudolf al II-lea de Burgundia și margraful Adalbert I de Ivrea pe de o parte și cele ale lui regelui Berengar I de Italia pe de altă parte. Confruntarea a marcat înfrângerea acestuia din urmă, el fiind detronat de facto și înlocuit ca rege al Italiei de către Rudolf. Nepotul său, Berengar al II-lea, care mai târziu va deveni și el rege al Italiei, a participat la bătălie de partea adversarilor bunicului său.

## Contextul
Berengar era sprijinit în principal de tabăra pro-germană din Italia. El fusese înfrânt de către ducele Guy al III-lea de Spoleto în 889, însă a reocupat tronul Italiei în 898, după moartea lui Lambert al II-lea de Spoleto. Ludovic de Provence, viitorul împărat Ludovic al III-lea, a fost ales rege al Italiei în anul 900, având sprijinul margrafului Anscar de Ivrea. Berengar l-a înfrânt pe Ludovic de Provence în două rânduri, a doua oară în mod decisiv în 905, atunci când l-a și orbit pe rivalul său. El a fost încoronat ca împărat la Roma în 916. Pentru a face față unui nou candidat la tronul Italiei, Rudolf al II-lea de Burgundia, Berengar s-a aliat cu maghiarii, dar a fost în cele din urmă silit să se retragă la Verona de către trupele lui Rudolf, care l-a înfrânt până la urmă la Firenzuola. 